# Чемпіонат України з футболу 2018—2019: перша ліга
Пе́рша лі́га Украї́ни з футбо́лу 2018—2019 — 28-й сезон першої ліги, який проходив з 20 липня 2018 року по 8 червня 2019 року.

## Регламент змагань
Змагання проводяться у два кола за круговою системою.
Команда, яка посіла 1-ше місце, переходить до Прем'єр-ліги. Команди, які посіли 2-ге та 3-тє місця у першій лізі, грають двоматчевий плей-оф за право наступного сезону виступати у Прем'єр-лізі проти команд, які посіли відповідно 11 та 10 місце в Прем'єр-лізі. У випадку, якщо клуб першої ліги відмовляється від включення до складу учасників Прем'єр-ліги, право на це отримує клуб, який посів наступне місце у підсумковій турнірній таблиці.
Команди, які посіли 15-те та 16-те місця у першій лізі, вибувають до другої ліги. Команди, які посіли 13-те та 14-те місця у першій лізі, грають двоматчевий плей-оф за право виступати у першій лізі проти команд, які посіли другі місця у групах А і Б другої ліги.
У випадку, якщо декілька команд набрали однакову кількість очок, місця у турнірній таблиці визначаються за такими критеріями:
1. Краща різниця забитих і пропущених м'ячів у всіх матчах.
2. Більша кількість забитих м'ячів у всіх матчах.
3. Результати матчів між усіма конкурентами за місце.[1]

## Учасники
За підсумками попереднього чемпіонату команди «Арсенал-Київ», «Десна» та ФК «Полтава» здобули путівки до Прем'єр-ліги, а команди «Нафтовик-Укрнафта», «Кремінь», «Черкаський Дніпро» понизилися в класі, «Жемчужина» втратила професіональний статус.
З Прем'єр-ліги до першої ліги опустилися «Зірка», «Чорноморець» і «Сталь», а з другої ліги до першої піднялися «Агробізнес», «Прикарпаття», «Дніпро-1» та «Металіст 1925».
Перед початком сезону команда «Геліос» змінила назву на «Кобра», команда «Сталь» — на «Фенікс» і переїхала до Бучі.
Перед початком чемпіонату ФК «Полтава» знялася зі змагань у Прем'єр-лізі і її місце зайняв «Чорноморець». Його місце було запропоновано «Нафтовику-Укрнафті», однак той відмовився та знявся зі змагань. Водночас «Фенікс» також знявся зі змагань у першій лізі. Таким чином, першу лігу було скорочено до 16 команд.
Склад учасників:
| Команда          | Населений пункт                       | Стадіон                                                               | Місткість стадіону | Місце в попер. ч-ті     |
| ---------------- | ------------------------------------- | --------------------------------------------------------------------- | ------------------ | ----------------------- |
| «Авангард»       | Краматорськ                           | «Прапор»                                                              | 6000               | 6                       |
| «Агробізнес»     | Волочиськ                             | «Юність»                                                              | 2700               | 1 (друга ліга, група А) |
| «Балкани»        | село Зоря Саратського району          | ім. Бориса Тропанця                                                   | 1600               | 12                      |
| «Волинь»         | Луцьк                                 | «Авангард»                                                            | 12 080             | 13                      |
| «Гірник-Спорт»   | Горішні Плавні                        | «Юність»                                                              | 2500               | 8                       |
| «Дніпро-1»       | Дніпро                                | «Дніпро-Арена»                                                        | 31 003             | 1 (друга ліга, група Б) |
| «Зірка»          | Кропивницький                         | «Зірка»                                                               | 13 305             | 10 (Прем’єр-ліга, стик) |
| «Інгулець»       | смт Петрове                           | «Інгулець»                                                            | 1720               | 4                       |
| «Кобра»          | Харків                                | «Сонячний»                                                            | 4924               | 9                       |
| «Колос»          | село Ковалівка Васильківського району | «Колос»                                                               | 1850               | 5                       |
| «Металіст 1925»  | Харків                                | «Металіст»                                                            | 40 003             | 2 (друга ліга, група Б) |
| МФК «Миколаїв»   | Миколаїв                              | Центральний міський «Парк Перемоги» Центральний міський (верхнє поле) | 15 600 5000 500    | 10                      |
| «Оболонь-Бровар» | Київ                                  | «Оболонь-Арена»                                                       | 5100               | 14                      |
| «Прикарпаття»    | Івано-Франківськ                      | «Рух»                                                                 | 15 000             | 2 (друга ліга, група А) |
| «Рух»            | Винники                               | ім. Богдана Маркевича «Україна» (м. Львів) «Скіф» (м. Львів)          | 900 27 925 3742    | 7                       |
| ПФК «Суми»       | Суми                                  | «Ювілейний» «Нафтовик» (м. Охтирка) «Авангард» (м. Луцьк)             | 25 830 5256 12 080 | 11                      |

### Керівництво, тренери, капітани та спонсори
| Команда          | Президент            | Головний тренер    | Капітан              | Екіпірування | Титульний спонсор       |
| ---------------- | -------------------- | ------------------ | -------------------- | ------------ | ----------------------- |
| «Авангард»       | Максим Єфимов        | Олександр Косевич  | Віталій Собко        | Lotto        | «Донбасенерго»          |
| «Агробізнес»     | Олег Собуцький       | Андрій Донець      | Ігор Курило          | Nike         | «Агробізнес»            |
| «Балкани»        | Радослав Златов      | Андрій Пархоменко  | Олександр Райчєв     | Adidas       | —                       |
| «Волинь»         | Віталій Кварцяний    | Андрій Тлумак      | Сергій Сімінін       | Hummel       | —                       |
| «Гірник-Спорт»   | Петро Каплун         | Володимир Мазяр    | Володимир Корольков  | New Balance  | «Ferrexpo»              |
| «Дніпро-1»       | Максим Береза        | Дмитро Михайленко  | Сергій Кравченко     | Nike         | —                       |
| «Зірка»          | Максим Березкін      | Андрій Горбань     | Іван Рудницький      | Joma         | —                       |
| «Інгулець»       | Олександр Поворознюк | Сергій Лавриненко  | Владислав Лупашко    | Joma         | АФ «П'ятихатська»       |
| «Кобра»          | Олександр Гельштейн  | Юрій Рудинський    | Олексій Баштаненко   | Select       | —                       |
| «Колос»          | Андрій Засуха        | Руслан Костишин    | Віталій Гавриш       | Joma         | «Світанок»              |
| «Металіст 1925»  | Володимир Лінке      | Олександр Горяїнов | Сергій Давидов       | Erreà        | «AES Group»             |
| МФК «Миколаїв»   | Сергій Кантор        | Сергій Шищенко     | Андрій Ковальов      | Nike         | Завод «Екватор»         |
| «Оболонь-Бровар» | Олександр Слободян   | Сергій Ковалець    | Андрій Корнєв        | Jako         | «Оболонь»               |
| «Прикарпаття»    | Василь Ольшанецький  | Володимир Ковалюк  | Петро Ковальчук      | Joma         | —                       |
| «Рух»            | Григорій Козловський | Леонід Кучук       | Олександр Ільющенков | Puma         | «Королівська пивоварня» |
| ПФК «Суми»       | Юрій Монаенко        | Олег Лутков        | Владислав Веремєєв   | Nike         | «SPARE»                 |

- До 9 вересня 2018 року головним тренером «Руху» був Андрій Кікоть.[23]
- До 11 вересня 2018 року головним тренером «Металіста 1925» був Сергій Валяєв.[24]
- До 26 вересня 2018 року виконувачем обов'язків головного тренера «Руху» був Віталій Романюк.[25]
- До 14 листопада 2018 року головним тренером «Руху» був Юрій Вірт.[26]
- До 23 листопада 2018 року головним тренером МФК «Миколаїв» був Руслан Забранський.[27]
- До грудня 2018 року головним тренером ПФК «Суми» був Сергій Золотницький.[28]
- До 1 січня 2019 року головним тренером «Гірник-спорту» був Сергій Пучков.[29]
- До лютого 2019 року директором ПФК «Суми» був Анатолій Бойко.[30][31]
- До 14 березня 2019 року президентом ПФК «Суми» був Сергій Ващенко.[31][32]

## Турнірна таблиця
| М  | Команда          | І  | В  | Н  | П  | РМ    | О     |
| -- | ---------------- | -- | -- | -- | -- | ----- | ----- |
|    | «Дніпро-1»       | 28 | 21 | 4  | 3  | 72−21 | 67    |
|    | «Колос»          | 28 | 15 | 9  | 4  | 45−18 | 54    |
|    | «Волинь»         | 28 | 17 | 7  | 4  | 55−30 | 52[а] |
| 4  | «Металіст 1925»  | 28 | 15 | 6  | 7  | 35−20 | 51    |
| 5  | «Авангард»       | 28 | 14 | 6  | 8  | 44−26 | 48    |
| 6  | «Оболонь-Бровар» | 28 | 13 | 8  | 7  | 35−28 | 47    |
| 7  | «Інгулець»       | 28 | 11 | 9  | 8  | 35−32 | 42    |
| 8  | «Балкани»        | 28 | 10 | 8  | 10 | 28−31 | 38    |
| 9  | МФК «Миколаїв»   | 28 | 10 | 7  | 11 | 34−32 | 37    |
| 10 | «Прикарпаття»    | 28 | 10 | 4  | 14 | 41−39 | 34    |
| 11 | «Рух»            | 28 | 8  | 10 | 10 | 35−35 | 34    |
| 12 | «Гірник-Спорт»   | 28 | 5  | 12 | 11 | 24−43 | 27    |
| 13 | «Агробізнес»     | 28 | 3  | 10 | 15 | 17−36 | 19    |
| 14 | ПФК «Суми»       | 28 | 3  | 7  | 18 | 21−91 | 16    |
| 15 | «Зірка»          | 28 | 1  | 1  | 26 | 10−49 | 4     |
| —  | «Кобра»          | —  | —  | —  | —  | —     | —     |

а «Волинь» позбавлена 6 очок згідно з рішеннями ДК ФІФА від 18 вересня 2017 року.
«Кобра» виключена зі змагань згідно з рішенням КДК ФФУ від 23 серпня 2018 року, результати матчів за участю команди анульовані.

«Зірка» виключена зі змагань згідно з рішенням Ради ліг від 5 квітня 2019 року, в усіх матчах, починаючи з 19-го туру, команді зараховані технічні поразки −:+.
Позначення:

## Результати матчів
| Команда          | АВА | АГР | БАЛ | ВОЛ | ГІР | Д-1 | ЗІР | ІНГ | КОЛ | МЕТ | МИК | ОБО | ПРИ | РУХ | СУМ    |
| ---------------- | --- | --- | --- | --- | --- | --- | --- | --- | --- | --- | --- | --- | --- | --- | ------ |
| «Авангард»       |     | 0:0 | 1:2 | 0:1 | 1:1 | 1:2 | +:− | 3:1 | 0:1 | 1:0 | 2:3 | 1:0 | 3:1 | 1:2 | 6:0    |
| «Агробізнес»     | 0:1 |     | 0:2 | 0:2 | 0:0 | 0:1 | 5:0 | 1:2 | 0:3 | 0:2 | 1:1 | 1:2 | 2:3 | 1:1 | 3:0[б] |
| «Балкани»        | 1:2 | 0:0 |     | 2:2 | 2:0 | 0:2 | 3:0 | 1:2 | 0:0 | 0:1 | 2:1 | 1:1 | 3:2 | 2:1 | 1:1    |
| «Волинь»         | 0:1 | 0:0 | 4:2 |     | 5:3 | 1:1 | 3:1 | 2:1 | 2:1 | 2:0 | 1:0 | 2:4 | 1:0 | 1:1 | 3:0    |
| «Гірник-Спорт»   | 1:1 | 1:1 | 1:0 | 0:0 |     | 0:3 | 1:0 | 1:1 | 2:1 | 1:1 | 0:1 | 2:1 | 2:2 | 0:0 | 1:2    |
| «Дніпро-1»       | 1:0 | 4:0 | 3:0 | 5:0 | 6:0 |     | 4:0 | 3:3 | 3:1 | 0:2 | 4:0 | 1:3 | 2:1 | 3:0 | 7:0    |
| «Зірка»          | 1:5 | −:+ | −:+ | 0:2 | −:+ | 0:2 |     | 2:0 | 0:2 | 0:3 | −:+ | −:+ | −:+ | 0:2 | 3:3    |
| «Інгулець»       | 2:4 | 0:0 | 0:0 | 1:1 | 4:2 | 1:2 | +:− |     | 0:1 | 1:0 | 2:0 | 3:2 | 0:1 | 0:0 | 6:0    |
| «Колос»          | 2:2 | 1:0 | 0:0 | 1:1 | 5:2 | 1:1 | +:− | 0:0 |     | 0:0 | 2:0 | 3:2 | 3:1 | 0:1 | 4:0    |
| «Металіст 1925»  | 1:0 | 2:0 | 3:0 | 1:0 | 2:1 | 1:2 | +:− | 1:1 | 0:0 |     | 1:0 | 0:1 | 2:0 | 2:1 | 4:1    |
| МФК «Миколаїв»   | 0:0 | 1:1 | 2:1 | 1:2 | 0:0 | 0:2 | 3:1 | 0:1 | 0:3 | 3:0 |     | 0:0 | 1:0 | 4:1 | 1:1    |
| «Оболонь-Бровар» | 0:1 | 1:0 | 1:1 | 2:4 | 1:0 | 1:1 | 1:0 | 1:1 | 1:1 | 1:0 | 2:1 |     | 3:2 | 0:0 | 0:2    |
| «Прикарпаття»    | 0:1 | 1:0 | 0:1 | 1:3 | 1:0 | 4:0 | 7:1 | 4:0 | 0:1 | 2:2 | 1:2 | 0:1 |     | 1:0 | 1:1    |
| «Рух»            | 3:3 | 4:0 | 1:0 | 1:3 | 0:0 | 1:3 | +:− | 0:1 | 0:2 | 1:1 | 1:1 | 0:3 | 2:2 |     | 10:1   |
| ПФК «Суми»       | 0:3 | 1:1 | 0:1 | 0:7 | 2:2 | 0:4 | 3:1 | 0:1 | 0:6 | 1:3 | 0:8 | 0:0 | 2:3 | 0:1 |        |

б Згідно з рішенням КДК ФФУ від 11 квітня 2019 року за неявку на гру команді ПФК «Суми» зараховано технічну поразку 0:3, а «Агробізнесу» — перемогу 3:0.
«Зірка» виключена зі змагань згідно з рішенням Ради ліг від 5 квітня 2019 року, в усіх матчах, починаючи з 19-го туру, команді зараховані технічні поразки −:+. 
Анульовані результати матчів: «Колос» — «Кобра» 4:0, «Кобра» — МФК «Миколаїв» 0:2, «Рух» — «Кобра» 2:1.

## Статистика

### Найкращі бомбардири
| № | Футболіст          | Команда         | Голи (пен.) |
| - | ------------------ | --------------- | ----------- |
| 1 | Станіслав Куліш    | «Дніпро-1»      | 17 (5)      |
| 2 | Денис Кожанов      | «Волинь»        | 16 (8)      |
| 3 | Ігор Кірієнко      | «Авангард»      | 13 (1)      |
| 4 | Богдан Оринчак     | «Прикарпаття»   | 12          |
| 5 | Ігор Когут         | «Дніпро-1»      | 11          |
| 6 | Олександр Акименко | «Інгулець»      | 11 (1)      |
| 7 | Єгор Демченко      | «Авангард»      | 11 (2)      |
| 8 | Олег Синиця        | «Металіст 1925» | 10 (3)      |
| 9 | Ярослав Конкольняк | «Прикарпаття»   | 10 (5)      |

### Хет-трики
| Гравець            | Клуб            | Суперник         | Результат | Дата           | Джерело |
| ------------------ | --------------- | ---------------- | --------- | -------------- | ------- |
| 4 Олег Синиця      | «Металіст 1925» | ПФК «Суми»       | 4:1       | 5 серпня 2018  | [ 36 ]  |
| Олександр Акименко | «Інгулець»      | «Гірник-Спорт»   | 4:2       | 26 серпня 2018 | [ 37 ]  |
| Роман Дитко        | «Прикарпаття»   | «Зірка»          | 7:1       | 9 вересня 2018 | [ 38 ]  |
| Ігор Кірієнко      | «Авангард»      | «Зірка»          | 5:1       | 13 жовтня 2018 | [ 39 ]  |
| Ігор Кірієнко      | «Авангард»      | ПФК «Суми»       | 3:0       | 7 квітня 2019  | [ 40 ]  |
| 4 Станіслав Куліш  | «Дніпро-1»      | ПФК «Суми»       | 7:0       | 13 квітня 2019 | [ 41 ]  |
| Денис Кожанов      | «Волинь»        | «Оболонь-Бровар» | 4:2       | 13 квітня 2019 | [ 42 ]  |
| Дмитро Сула        | «Інгулець»      | ПФК «Суми»       | 6:0       | 1 травня 2019  | [ 43 ]  |
| Артем Радченко     | МФК «Миколаїв»  | ПФК «Суми»       | 8:0       | 19 травня 2019 | [ 44 ]  |

Примітки:
4 Футболіст забив 4 голи

## Перехідні матчі за право виступати в Прем'єр-лізі
За підсумками сезону команди, які посіли 10-те та 11-те місця в Прем'єр-лізі, грають перехідні матчі за право виступати у Прем’єр-лізі проти команд, які посіли відповідно третє та друге місце в першій лізі. Жеребкування послідовності проведення матчів відбулося 24 травня 2019 року.
| 4 червня 2019 19:00 +28 °C |

| «Чорноморець» | 0:0      | «Колос» |
| ------------- | -------- | ------- |
|               | Протокол |         |

| «Чорноморець», Одеса Глядачів: 5435 Арбітр: Анатолій Абдула (Харків) |

| 8 червня 2019 17:00 +27 °C |

| «Колос»                       | 2:0      | «Чорноморець» |
| ----------------------------- | -------- | ------------- |
| Гавриш 57' (пен.), 63' (пен.) | Протокол |               |

| «Колос», Ковалівка Глядачів: 2500 Арбітр: Віталій Романов (Дніпро) |

«Колос» переміг 2:0 за сумою двох матчів та вийшов до Прем’єр-ліги, «Чорноморець» вибуває до першої ліги.
| 4 червня 2019 19:00 +25 °C |

| «Карпати» | 0:0      | «Волинь» |
| --------- | -------- | -------- |
|           | Протокол |          |

| «Україна», Львів Глядачів: 10 104 Арбітр: Денис Шурман (Київська область) |

| 8 червня 2019 19:00 +27 °C |

| «Волинь»    | 0:3[a] 1:3 | «Карпати»                                     |
| ----------- | ---------- | --------------------------------------------- |
| Кожанов 42' | Протокол   | Кльоц 37' Понде 82' (пен.) Мірошніченко 90+5' |

| «Авангард», Луцьк Глядачів: 5200 Арбітр: Максим Козиряцький (Запоріжжя) |

a Згідно з рішенням КДК УАФ від 12 червня 2019 року за припинення матчу на 90+6 хвилині з вини господарів поля команді «Волинь» зараховано технічну поразку 0:3, а «Карпатам» — перемогу 3:0.
«Карпати» перемогли 3:0 за сумою двох матчів та зберегли місце в Прем’єр-лізі, а «Волинь» — у першій.

## Перехідні матчі за право виступати в першій лізі
За підсумками сезону команди, які посіли 13-те та 14-те місця в першій лізі, грають перехідні матчі за право виступати у першій лізі проти команд, які посіли друге місце у групах А і Б в другій лізі. Жеребкування послідовності проведення матчів відбулося 20 травня 2019 року.
| 29 травня 2019 19:00 +23 °C |

| МФК «Металург» | 0:4      | «Агробізнес»                                  |
| -------------- | -------- | --------------------------------------------- |
|                | Протокол | Курило 9', 17' (пен.) Слотюк 45' Черненко 86' |

| «Славутич-Арена», Запоріжжя Глядачів: 4575 Арбітр: Віталій Романов (Дніпро) |

| 2 червня 2019 18:00 +22 °C |

| «Агробізнес» | 0:1      | МФК «Металург» |
| ------------ | -------- | -------------- |
|              | Протокол | Крапивний 50'  |

| «Юність», Волочиськ Глядачів: 2500 Арбітр: Дмитро Кривушкін (Харків) |

«Агробізнес» переміг 4:1 за сумою двох матчів та зберіг місце в першій лізі, а МФК «Металург» — у другій.
Перед початком наступного чемпіонату через те, що «Арсенал-Київ» знявся зі змагань у першій лізі, МФК «Металург» підвищився у класі. 
| 29 травня 2019 13:00 +25 °C |

| ПФК «Суми» | 0:4      | «Черкащина-Академія»                                |
| ---------- | -------- | --------------------------------------------------- |
|            | Протокол | Медведь 56' Зеленевич 61' Тимофієнко 69' Чорний 72' |

| «Ювілейний», Суми Глядачів: 200 Арбітр: Дмитро Кутаков (Київська область) |

| 2 червня 2019 15:00 +27 °C |

| «Черкащина-Академія»              | 3:1      | ПФК «Суми» |
| --------------------------------- | -------- | ---------- |
| Кошадзе 3' Сторчоус 26' Бойко 54' | Протокол | Попов 24'  |

| «Зоря», Білозір'я Глядачів: 800 Арбітр: Сергій Бойко (Київська область) |

«Черкащина-Академія» перемогла 7:1 за сумою двох матчів та вийшла до першої ліги, ПФК «Суми» вибуває до другої ліги.

## Нагороди

### Гравець та тренер туру
За версією ПФЛ, SportArena та Всеукраїнського об’єднання тренерів з футболу
| Тур            | Гравець                 | Гравець          | Гравець | Тренер            | Тренер           | Тренер  |
| Тур            | Гравець                 | Клуб             | Джерело | Тренер            | Клуб             | Джерело |
| -------------- | ----------------------- | ---------------- | ------- | ----------------- | ---------------- | ------- |
| 1              | Дмитро Козьбан          | «Волинь»         | [ 48 ]  | Олександр Косевич | «Авангард»       | [ 49 ]  |
| 2              | Денис Кожанов           | «Волинь»         | [ 50 ]  | Дмитро Михайленко | «Дніпро-1»       | [ 51 ]  |
| 3              | Олег Синиця             | «Металіст 1925»  | [ 52 ]  | Андрій Тлумак     | «Волинь»         | [ 53 ]  |
| 4              | Дмитро Поспєлов         | «Металіст 1925»  | [ 54 ]  | Сергій Валяєв     | «Металіст 1925»  | [ 55 ]  |
| 5              | Дмитро Козьбан          | «Волинь»         | [ 56 ]  | Сергій Ковалець   | «Оболонь-Бровар» | [ 57 ]  |
| 6              | Олександр Акименко      | «Інгулець»       | [ 58 ]  | Дмитро Михайленко | «Дніпро-1»       | [ 59 ]  |
| 7              | Олександр Деребчинський | «Оболонь-Бровар» | [ 60 ]  | Сергій Ковалець   | «Оболонь-Бровар» | [ 61 ]  |
| 8              | Олександр Бондаренко    | «Колос»          | [ 62 ]  | Сергій Лавриненко | «Інгулець»       | [ 63 ]  |
| 9              | Денис Кожанов           | «Волинь»         | [ 64 ]  | Сергій Ковалець   | «Оболонь-Бровар» | [ 65 ]  |
| 10             | Андрій Ковальов         | МФК «Миколаїв»   | [ 66 ]  | Олександр Косевич | «Авангард»       | [ 67 ]  |
| 11             | Денис Костишин          | «Колос»          | [ 68 ]  | Дмитро Михайленко | «Дніпро-1»       | [ 69 ]  |
| 12             | Станіслав Куліш         | «Дніпро-1»       | [ 70 ]  | Дмитро Михайленко | «Дніпро-1»       | [ 71 ]  |
| 13             | Ігор Кірієнко           | «Авангард»       | [ 72 ]  | Дмитро Михайленко | «Дніпро-1»       | [ 73 ]  |
| 14             | Сергій Романов          | «Металіст 1925»  | [ 74 ]  | Андрій Пархоменко | «Балкани»        | [ 75 ]  |
| 15             | Богдан Семенець         | «Агробізнес»     | [ 76 ]  | Сергій Лавриненко | «Інгулець»       | [ 77 ]  |
| 16             | Ігор Кірієнко           | «Авангард»       | [ 78 ]  | Олександр Косевич | «Авангард»       | [ 79 ]  |
| 17             | Богдан Оринчак          | «Прикарпаття»    | [ 80 ]  | Володимир Ковалюк | «Прикарпаття»    | [ 81 ]  |
| 18             | Ігор Загальський        | «Дніпро-1»       | [ 82 ]  | Руслан Костишин   | «Колос»          | [ 83 ]  |
| зимова перерва |                         |                  |         |                   |                  |         |
| 19             | Станіслав Куліш         | «Дніпро-1»       | [ 84 ]  | Олександр Косевич | «Авангард»       | [ 85 ]  |
| 20             | Микола Златов           | «Балкани»        | [ 86 ]  | Сергій Ковалець   | «Оболонь-Бровар» | [ 87 ]  |
| 21             | Ігор Кірієнко           | «Авангард»       | [ 88 ]  | Денис Костишин    | «Колос»          | [ 89 ]  |
| 22             | Денис Кожанов           | «Волинь»         | [ 90 ]  | Андрій Тлумак     | «Волинь»         | [ 91 ]  |
| 23             | Юрій Батюшин            | «Гірник-Спорт»   | [ 92 ]  | Андрій Пархоменко | «Балкани»        | [ 93 ]  |
| 24             | Олег Синиця             | «Металіст 1925»  | [ 94 ]  | Леонід Кучук      | «Рух»            | [ 95 ]  |
| 25             | Богдан Оринчак          | «Прикарпаття»    | [ 96 ]  | Андрій Тлумак     | «Волинь»         | [ 97 ]  |
| 26             | Владислав Войцеховський | МФК «Миколаїв»   | [ 98 ]  | Сергій Шищенко    | МФК «Миколаїв»   | [ 99 ]  |
| 27             | Денис Кожанов           | «Волинь»         | [ 100 ] | Андрій Тлумак     | «Волинь»         | [ 101 ] |
| 28             | Юрій Климчук            | «Рух»            | [ 102 ] | Володимир Ковалюк | «Прикарпаття»    | [ 103 ] |
| 29             | Олександр Назаренко     | «Дніпро-1»       | [ 104 ] | Олександр Косевич | «Авангард»       | [ 105 ] |
| 30             | Віталій Гавриш          | «Колос»          | [ 106 ] | Руслан Костишин   | «Колос»          | [ 107 ] |

### Гравець місяця
За версією ПФЛ та UA-Футбол
| Місяць        | Гравець             | Клуб            | Джерело |
| ------------- | ------------------- | --------------- | ------- |
| Серпень 2018  | Олександр Акименко  | «Інгулець»      | [ 108 ] |
| Вересень 2018 | Олександр Назаренко | «Дніпро-1»      | [ 109 ] |
| Жовтень 2018  | Сергій Романов      | «Металіст 1925» | [ 110 ] |
| Листопад 2018 | Богдан Оринчак      | «Прикарпаття»   | [ 111 ] |
| Березень 2019 | Орест Кузик         | «Дніпро-1»      | [ 112 ] |
| Квітень 2019  | Сіаваш Хагназарі    | «Волинь»        | [ 113 ] |
| Травень 2019  | Віталій Гавриш      | «Колос»         | [ 114 ] |

### Найкращий гравець осінньої частини сезону
За опитуванням головних тренерів команд першої ліги
| Місце | Гравець             | Клуб            | Очки |
| ----- | ------------------- | --------------- | ---- |
| 1     | Сергій Кравченко    | «Дніпро-1»      | 33   |
| 2     | Денис Кожанов       | «Волинь»        | 33   |
| 3     | Олександр Назаренко | «Дніпро-1»      | 19   |
| 4     | Олег Синиця         | «Металіст 1925» | 9    |
| 4     | Дмитро Поспєлов     | «Металіст 1925» | 9    |

### Найкращий гравець сезону
За опитуванням команд першої ліги
| Місце | Гравець          | Клуб       | Очки |
| ----- | ---------------- | ---------- | ---- |
| 1     | Денис Кожанов    | «Волинь»   | 18   |
| 2     | Станіслав Куліш  | «Дніпро-1» | 10   |
| 3     | Сергій Кравченко | «Дніпро-1» | 7    |

За опитуванням головних тренерів та капітанів команд першої ліги
| Місце | Гравець             | Клуб       | Очки |
| ----- | ------------------- | ---------- | ---- |
| 1     | Денис Кожанов       | «Волинь»   | 42   |
| 2     | Станіслав Куліш     | «Дніпро-1» | 30   |
| 3     | Олександр Назаренко | «Дніпро-1» | 17   |
| 4     | Сергій Кравченко    | «Дніпро-1» | 14   |
| 5     | Віталій Гавриш      | «Колос»    | 12   |

### Найкращий тренер сезону
За опитуванням команд першої ліги
| Місце | Гравець           | Клуб       | Очки |
| ----- | ----------------- | ---------- | ---- |
| 1     | Дмитро Михайленко | «Дніпро-1» | 38   |
| 2     | Сергій Лавриненко | «Інгулець» | 13   |
| 3     | Руслан Костишин   | «Колос»    | 12   |